# Parawintrebertia gigantea
Parawintrebertia gigantea är en insektsart som först beskrevs av Marius Descamps 1964.  Parawintrebertia gigantea ingår i släktet Parawintrebertia och familjen Euschmidtiidae. Inga underarter finns listade i Catalogue of Life.